# Gemini (album Kasi Kowalskiej)
Gemini – debiutancka płyta Kasi Kowalskiej, która swoją premierę miała 18 września 1994 roku.
Album osiągnął status podwójnie platynowej płyty (ponad 400 000 sprzedanych egzemplarzy).
Większość utworów to owoc współpracy Kowalskiej i Daniela Howorusa. Na płycie oprócz premierowego materiału znajdują się trzy covery: „I Never Loved a Man” – Arethy Franklin, „No Quarter” – Led Zeppelin oraz „Dziwny jest ten świat” – Czesława Niemena. Producentem płyty był Grzegorz Ciechowski.

## Lista utworów
1. „Gemini” (muz. D. Howorus, K. Kowalska, sł. K. Kowalska) – 3:54
2. „Wyznanie” (muz. D. Howorus, K. Kowalska, sł. K. Kowalska) – 4:34
3. „Jak rzecz” (muz. D. Howorus, K. Kowalska, sł. K. Kowalska) – 4:28
4. „Heart of Green” (muz. R. Amirian, sł. R. Amirian) – 4:34
5. „Oto ja” (muz. W. Kuzyk, J. Chilkiewicz, sł. K. Kowalska) – 5:30
6. „Kto może to dać” (muz. D. Howorus, K. Kowalska, sł. K. Kowalska) – 3:10
7. „I Never Loved a Man” (muz. P. Shannon, sł. P. Shannon) – 4:29
8. „Do złudzenia” (muz. D. Howorus, K. Kowalska, sł. K. Kowalska) – 5:10
9. „Cukierek – mój dawca słodyczy” (muz. W. Kuzyk, K. Kowalska, sł. K. Kowalska) – 2:50
10. „No Quarter” (muz. i sł. J. Page, R. Plant, J. P. Jones) – 7:49
11. „This Time” (muz. D. Howorus, K. Kowalska, sł. K. Kowalska) – 4:41
12. „I Need You” (muz. K. Kowalska i zespół, sł. K. Kowalska) – 9:41
13. „Dziwny jest ten świat” (muz. i sł. Cz. Niemen) – 4:04

Wydanie kasetowe zawierało utwory 1-11, dodatkowo utwór 10 znalazł się na taśmie we fragmencie.

## Listy przebojów
| 1994 | „Wyznanie”        | – | – |
| 1994 | „Jak rzecz”       | 1 | 2 |
| 1995 | „Kto może to dać” | – | 2 |
| 1995 | „Oto ja”          | 2 | 3 |

## Teledyski
- „Wyznanie” (1994)[8]
- „Kto może to dać” (1994)
- „Jak rzecz” (1994)
- „Oto ja” (1995)[9]

## Twórcy
Źródło.

### Skład podstawowy
- Kasia Kowalska – śpiew
- Wojciech Wójcicki – gitara
- Jarosław Chilkiewicz – gitara
- Daniel Howorus – gitara
- Wojciech Kuzyk – gitara basowa
- Sławomir Piwowar – organy Hammonda, Rhodes
- Krzysztof Patocki – perkusja

### Muzycy dodatkowi
- Robert Amirian – śpiew (4), gitara akustyczna (3,4,6,8,11), gitara klasyczna (6,8)
- Sarhan Kubeisi – darmuka (4)
- Dariusz Lubański – perkusja (4)
- Grzegorz Ciechowski – flet (4,6)

### Personel
- Płytę nagrano w Studiu Izabelin w lipcu i sierpniu 1994 roku.
- Produkcja muzyczna – Grzegorz Ciechowski
- Realizacja nagrań – Stanisław Bokowy
- Produkcja – Katarzyna Kanclerz
- Zdjęcia i projekt graficzny – Marta i Łukasz „Thor” Dziubalscy
- Producent – Izabelin Studio